# 聖巴勃羅 (玻利瓦省)

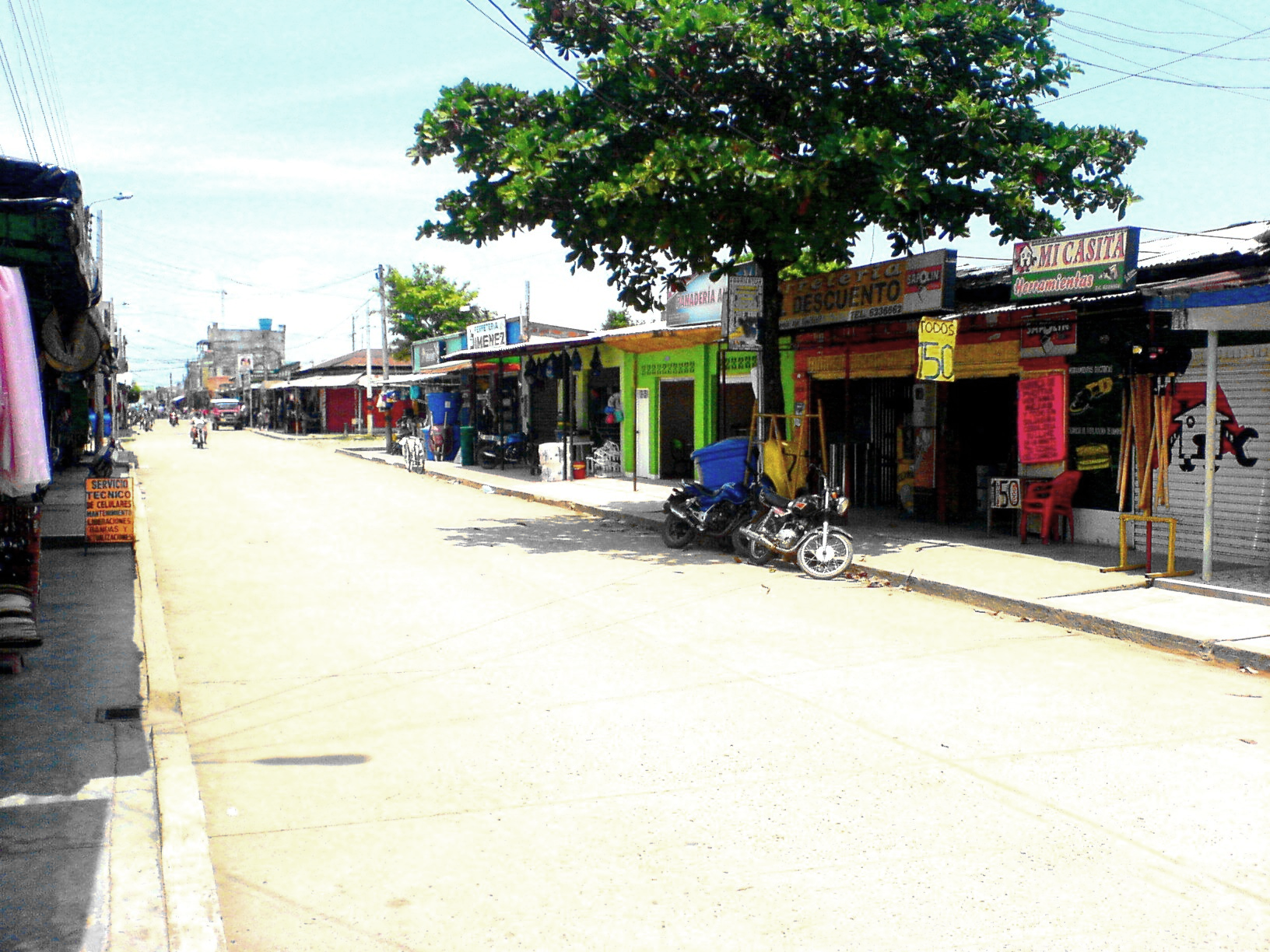

聖巴勃羅是哥倫比亞的城鎮，位於該國北部，由玻利瓦省負責管轄，距離首都波哥大576公里，始建於1543年1月1日，面積1,967平方公里，海拔高度75米，2005年人口27,108。